# Zespół dworski i folwarczny w Makowie
Zespół dworski i folwarczny w Makowie – zespół zabytków znajdujący się w Makowie, w województwie mazowieckim, w powiecie radomskim, w gminie Skaryszew.

## Historia
Powstawał w okresie późnego klasycyzmu, na przełomie XVIII i XIX wieku. Prawdopodobnie budowany był w kilku etapach. Późnoklasycystyczny dwór zbudował Piotr Chojeński, a jego neorenesansowej rozbudowy dokonał Józef Gorzkowski.
Obecnie (2023) w budynku mieści się Publiczna Szkoła Podstawowa im. Kornela Makuszyńskiego.